# Presa di Mahdia (1550)
La presa di Mahdia fu un'operazione anfibia che si svolse da giugno a settembre del 1550, nel corso delle guerre ottomano-asburgiche per il controllo del Mediterraneo. Una spedizione navale spagnola al comando dell'ammiraglio genovese Andrea Doria e dello spagnolo Bernardino de Mendoza, supportata dai cavalieri di Malta sotto la guida del gran maestro Claude de la Sengle, assediò e catturò la fortezza ottomana di Mahdia, difesa dall'ammiraglio ottomano Turgut Reis (noto col soprannome di Dragut), che utilizzava il luogo come base per le proprie operazioni piratesche lungo le coste spagnole e italiane. Mahdia venne abbandonata dalla Spagna tre anni dopo, e tutte le sue fortificazioni vennero demolite per evitare la rioccupazione della città ad opera degli ottomani.

## Antefatto

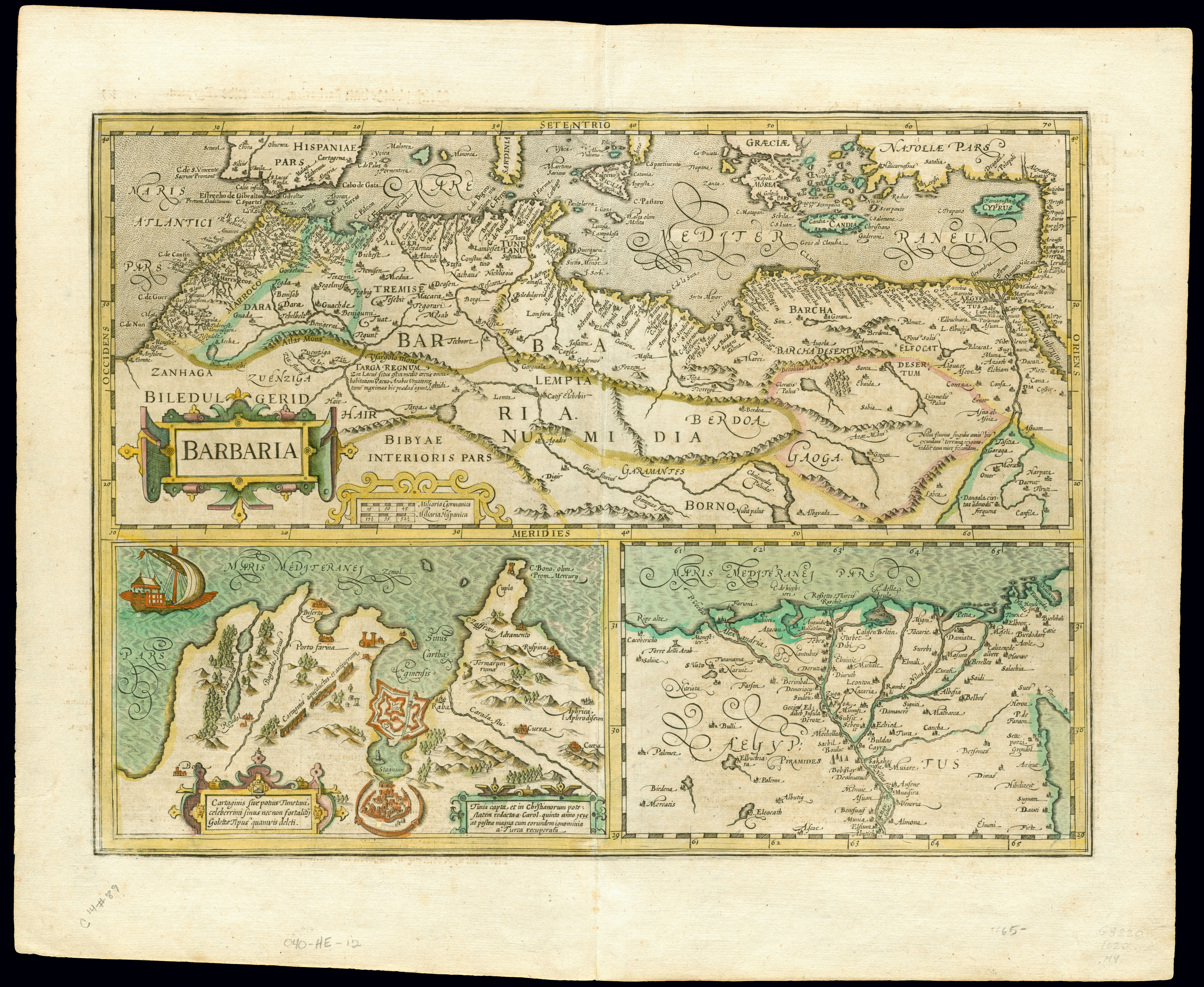
Mappa degli Stati barbareschi ad opera di Mercatore, pubblicata originariamente da Jodocus Hondius.

Nel 1550 il regno hafside di Tunisi, che si estendeva ad est della moderna Algeria sino ad ovest dell'odierna Libia, era minato dall'anarchia, governato da un consiglio locale di capi che combattevano tra loro senza riconoscere l'autorità del re di Tunisi, Hamid, che aveva deposto ed accecato suo padre Hasan, un protetto dell'imperatore Carlo V. Nella primavera del 1550, cogliendo il vantaggio della situazione, l'ammiraglio ottomano Turgut Reis, aiutato da un capo locale, prese il controllo del villaggio costiero di Mahdia, collocato su uno sperone roccioso a picco sul mare, difeso da due cerchie di mura con torri ed una cittadella con fossato.
Nel 1546, Turgut Reis, noto anche col soprannome di Dragut, aveva predisposto una flotta composta da 25 brigantini con cui aveva minacciato le coste calabresi e napoletane in una campagna che aveva culminato con la presa di Mahdia. Temendo che la città potesse divenire una base di pirati barbareschi che avrebbero minacciato le navi cristiane nel Mediterraneo occidentale, l'imperatore Carlo V, supportato dallo Stato Pontificio e dai Cavalieri di Malta, decise di organizzare una spedizione per riprendere la città. Il comando dell'impresa venne affidato all'ammiraglio genovese Andrea Doria ed all'ammiraglio spagnolo Bernardino de Mendoza, capitano generale delle galee spagnole. La loro flotta, composta da 52 galee e 28 caracche, portava con sé anche il capitano generale Juan de la Vega, viceré di Sicilia, oltre ad un gran numero di armi e provviste fornite direttamente da de la Vega e dal viceré di Napoli.

## La spedizione

### L'assedio
La flotta spagnola salpò alla volta di Mahdia il 24 giugno e giunse sul posto quattro giorni dopo. La città era difesa dal nipote di Turgut Reis, Hesar, il quale aveva appena trascorso due mesi a predisporre un numero sufficiente di bestiame da allevamento, riso e fagioli per sfamare la città per un anno, temendo l'invasione degli europei ed un conseguente lungo assedio. Lo sbarco delle truppe spagnole ebbe luogo sotto la protezione del fuoco delle galee che i cannoni di Mahdia non potevano raggiungere. Nel giro di un'ora la fanteria e la cavalleria ottomana vennero scacciate dalle colline che occupavano e la città venne completamente circondata da trincee poste a soli seicento metri dalle mura. Luis Pérez de Vargas, governatore del castello di La Goulette, incaricato dell'artiglieria spagnola, ordinò di installare in loco diversi cannoni pesanti oltre a 18 pezzi più piccoli per abbattere le mura della fortezza. In quello stesso giorno venne lanciato il primo assalto, ma venne respinto perché gli spagnoli non riuscirono a riempire di terra il fossato di difesa. Malgrado l'avanzare dell'artiglieria presso le mura ed il miglioramento delle trincee, gli assedianti non riuscirono a totalizzare molti successi il giorno successivo.

### La risposta ottomana

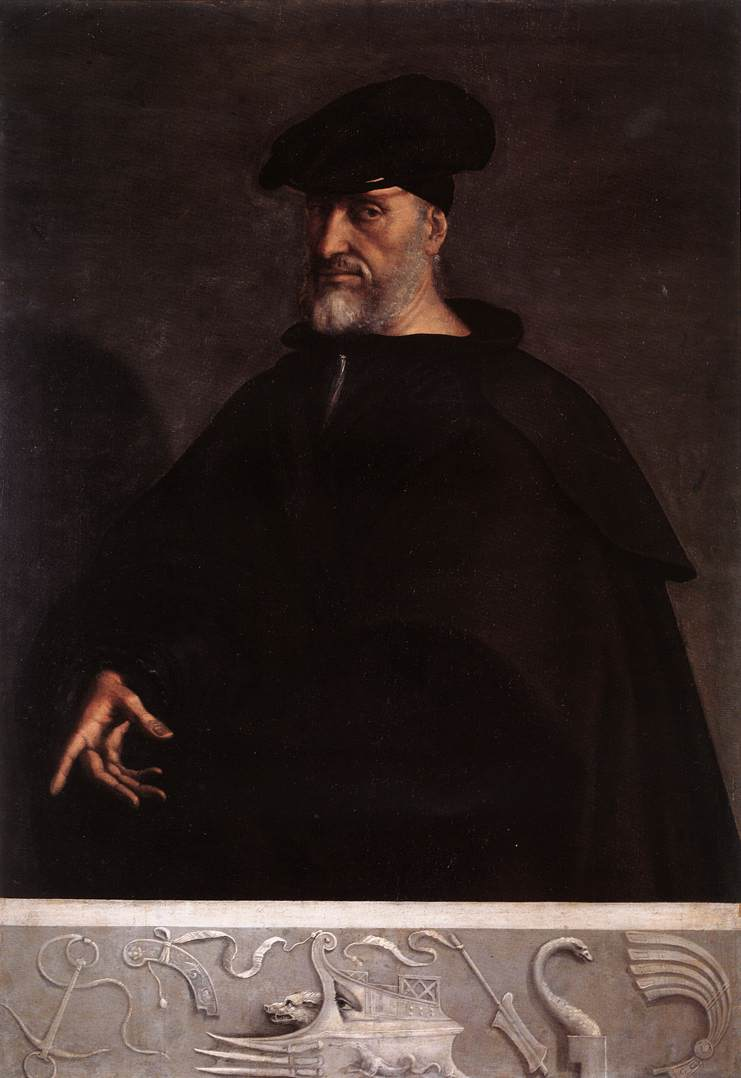
Ritratto di Andrea Doria, c. 1520, di Sebastiano del Piombo.

Turgut Reis ricevette la notizia dell'assedio mentre stava assaltando le coste di Valencia. Dopo essere stato respinto dagli abitanti di Alzira, Sueca e altri villaggi costieri, l'ammiraglio ottomano salpò alla volta della costa berbera richiedendo nel contempo in patria soldi e un esercito per la ripresa di Mahdia. Il bey di Tunisi ed il capo di Caruan si rifiutarono di dargli assistenza, ma egli riuscì comunque ad assemblare una flotta composta da 3700 mori, 800 turchi e 60 60 sipahi, che la sua flotta sbarcò presso Mahdia col favore della notte. Egli inviò inoltre un uomo ad avvisare suo nipote Hesar dello sbarco avvenuto.
All'alba del 25 luglio, le truppe di Turgut Reis, nascoste in un uliveto, attaccarono gli spagnoli assieme alla guarnigione di Mahdia, riuscendo inaspettatamente ad avere la meglio. Riuscirono a penetrare le trincee del campo nemico, ma le truppe spagnole, con il supporto dell'artiglieria delle proprie galee, decimarono le forze ottomane e le costrinsero a rifugiarsi entro le mura di Mahdia. Turgut Reis cercò rifugio a bordo delle sue galee e si ritirò a Djerba. Malgrado la vittoria, le perdite cristiane furono alte. Tra i morti vi fu il comandante dell'artiglieria spagnola, Luis Pérez de Vargas.

### La fine dell'assedio
Dopo un fallito attacco da parte dei difensori, i comandanti cristiani ordinarono a quattro galee di controllare l'area per evitare futuri attacchi. Altre vennero inviate in Sicilia con a bordo soldati feriti o malati, richiedendo nuovi rinforzi e munizioni che pervennero sul posto da Milano, Firenze, Lucca e Genova. Nell'attesa di ricevere rinforzi, i genieri spagnoli individuarono il punto più debole delle mura di Mahdia. Fu García Álvarez de Toledo, IV marchese di Villafranca, che ebbe l'idea di bombardare le mura dal mare tramite le due galee rimaste nel porto. Nove pezzi d'artiglieria vennero posti su apposite piattaforme, protette da scudi e parapetti.
L'8 settembre, i cannoni delle galee di García Álvarez de Toledo, assieme alle batterie di terra ed al resto dell'artiglieria navale, aprirono il fuoco sulla città. Il bombardamento, che terminò solo due giorni dopo, aprì larghe brecce nelle difese di Mahdia. Quindi, su ordine degli ufficiali, i soldati spagnoli attaccarono le fortificazioni da tre punti differenti. Un attacco venne respinto, ma gli altri due riuscirono a sopraffare le restanti truppe ottomane nella retroguardia. Gli ultimi difensori resistettero all'interno delle torri per qualche tempo, ma alla fine risultarono sconfitti. Il governatore Hesar venne catturato e circa 7000 dei difensori di Mahdia tra civili e militari vennero uccisi o catturati.

## Conseguenze
Sancho de Leyva rimase a Mahdia al comando della guarnigione spagnola sino al 1553. Carlo V offrì il compito di difendere la città ai cavalieri di Malta ma questi rifiutarono e pertanto fu l'imperatore stesso a dare l'ordine di smantellare le fortificazioni locali, per quanto strategicamente esse risultassero molto importanti. L'operazione di demolizione venne portata avanti da Hernando de Acuña. Poco dopo Mahdia venne rioccupata dagli ottomani, ma solo come stazione per pesca e produzione di olio. Il villaggio rimase sotto il controllo turco sino al XIX secolo. Solimano il Magnifico, nel frattempo, considerò che con questa azione Carlo V aveva rotto la Tregua di Adrianopoli ed ordinò a Turgut Reis di riprendere la guerra contro i cristiani. Dopo aver preso dei rinforzi tornò in berberia nell'agosto del 1551, e riuscì a catturare Tripoli ai cavalieri di Malta. Nel 1560 aiutò la sconfitta della flotta cristiana nella battaglia di Djerba, ma non riuscì a prendere Malta, un fallimento che assieme a quello dei governatori ottomani di Algeri e Oman, permise la cattura nel 1564 da parte della Spagna del Peñón de Vélez de la Gomera, un trionfo cristiano che venne seguito nel 1565 dalla decisiva difesa di Malta contro la flotta di Turgut Reis.